# Beilschmiedia vidalii
Beilschmiedia vidalii är en lagerväxtart som beskrevs av Kostermans. Beilschmiedia vidalii ingår i släktet Beilschmiedia och familjen lagerväxter. Inga underarter finns listade i Catalogue of Life.